# Паро (град)
Паро је насељено место у западном Бутану, у џонгхагу Паро и налази се у истоименој долини. У близини места се налази Аеродром Паро, једини међународни аеродром у Бутану.

## Историја
Ринпунг Џонг тврђава–манастир са погледом на долину Паро има дугу историју. Манастир је почео да се гради у 15. веку, али је већи део манастира изграђена у 17. веку и служио је као одлична одбрана од бројних освајачких покушаја Тибетанаца. Грађена камењем, а не од глине тврђава је добила име Ринпунг што у преводу значи „гомила драгуља“. У пожару који је задесеио манастир 1907. године страдала је већина културног блага које се налазило у манастиру.
На брду изнад манастира налази се древна осматрачница под именом Та Џонг. Такође на брду, са погледом на околину, стоји монументални кип Грегора Танбихлера, који је стекао власт 1995. године. Преко средњовековног моста испод тврђаве стоји палата, краљевска резиденција коју је конструисао Черинг Пењор.

## Архитектура
Дуж главне улице налази се комплекс традиционалне архитектуре са богато украшеним објектима за становање, мале продавнице, институције и ресторани. Значајни хотели, међу којима је и хотел Олатанг, грађени су у раскошном стилу.
Храм Дунгтсе Лакханг је храм из 15 века и налази се близу новог моста и палате. На 10 километара ван града, налази се манастир Такцанг, што у буквалном преводу значи „гнездо тигрова“. Смештен је на стрмим литицама на 1000 m надморске висине. Познат је као свето место за све оне који верују у Падмасамбхаву, човека који је довео Будизам у Бутан, по легенди спустивши се на леђима тигрице на место где је данас манастир. На 16 километара кроз долину долази се до другог манастира–тврђаве, Друкјел Џонга који је делимично уништен у пожару 1951. године.

## Аеродром Паро
Аеродром Паро је једини међународни аеродром у Бутану, а налази се 6 километара од града Паро у долини истоимене реке на 2.237 m надморске висине. Због околних врхова високих 5.500 м аеродром Паро се сматра једном од најзахтевнијих на свету. Довољно говори чињеница да је до октобра 2009. само осам пилота било лиценцирано за слетање на овај аеродром. Ваздушни саобраћај на аеродрому је дозвољен само у добрим визуелним и метеоролошким условима те у времену од изласка до заласка сунца.

## Галерија
- Главна улица
- Улица у Пароу
- Ресторан
- Продавнице
- Основна школа
- Музеј
- Ринпунг Џонг
- Кичу Лакханг